# Mečnica
Mečnica (latinsko fibula) je kost v goleni. Mečnica je tanjša od golenice in proksimalno zadebeljena v glavo (caput fibulae), na kateri je sklepna površina (facies articularis) za sklep s stranskim čvršem golenice. Distalni zadebelitvi mečnice pravimo zunanji gleženj (malleolus lateralis), ki ima na notranji strani sklepno ploskev za skočnico.